# Ga Seongbok
Ga Seongbok (Tiếng Hàn: 성복역, Hanja: 星福驛) là ga trên Tuyến Shinbundang nằm trên Seongbok-dong, Suji-gu, Yongin-si, Gyeonggi-do. Jeongpyeongcheon và Seongbokcheon được kết nối với Ga văn phòng Suji-gu bằng đường hầm. Nó được kết nối với Ga Sanghyeon bằng Đường hầm dưới nước Gasancheon.

## Bố trí ga
| Văn phòng Suji-gu ↑ |
| \| S/B              |
| ↓ Sanghyeon         |

| Hướng Bắc | ● Tuyến Shinbundang | ← Hướng đi Sinsa      |
| Hướng Nam | ● Tuyến Shinbundang | → Hướng đi Gwanggyo → |